# 紅唇鏢鱸
紅唇鏢鱸（學名：Etheostoma maydeni）為輻鰭魚綱鱸形目鱸亞目河鱸科的其中一種，分布於美國Cumberland瀑布流域，體長可達8公分，棲息在中底層水域。